# Kota (Finlande)
Pour les articles homonymes, voir Kota (homonymie).
Un kota (« abri de chasse » en langues sames) est un chalet de forme hexagonale fabriqué en bois brut et demi rondins de bois que l'on trouve en Finlande.
Il reprend la forme et les fonctions des goahtis en toile, des tipis utilisés par les samis en Laponie. Tantôt refuge contre le froid, contre les loups et les ours errants, tantôt fumoir à poisson, c'est un abri multifonction dans lequel les samis se retrouvent en communauté pour manger, festoyer, dormir autour d’un foyer situé au milieu de l'habitation.